# Tonaca media
La tonaca media, definita semplicemente media è lo strato intermedio di un vaso sanguigno, compreso tra tonaca intima e tonaca avventizia, ed è presente sia nelle arterie, dove rappresenta lo strato più spesso, sia nelle vene, dove è invece più sottile. Risulta invece del tutto assente a livello dei capillari.
È composta da fibrocellule muscolari, fibre elastiche e collagene.